# Galéria
Galéria es una comuna francesa situada en la circunscripción departamental de Alta Córcega, en el territorio de la colectividad de Córcega.
Es un pequeño pueblo ubicado junto al mar, que, sin embargo, ha conservado su espíritu montañés, con numerosas aldeas repartidas por su territorio.
Situado en la desembocadura del río Fangu, cuenta con dos playas, y, remontando el río, con amplias piscinas naturales excavadas en riolita y pórfido.
Es también la salida marítima del Parque Natural Regional de Córcega, con la magnífica Reserva natural de Scandola, declarada Patrimonio de la Humanidad por la UNESCO.

## Demografía
| 327 | 350 | 311 | 306 | 305 | 302 | 379 |
| Para los censos de 1962 a 1999 la población legal corresponde a la población sin duplicidades (Fuente: INSEE [Consultar]) |     |     |     |     |     |     |